# Marit Myrmæl
Marit Myrmæl (* 20. Januar 1954 in Trondheim, Sør-Trøndelag) ist eine ehemalige norwegische Skilangläuferin.
Myrmæl machte 1976 erstmals international auf sich aufmerksam, als sie über 5 Kilometer norwegische Langlaufmeisterin wurde. Damit qualifizierte sie sich direkt für die Olympischen Winterspiele 1976 in Innsbruck. Dort erreichte sie über 5 bzw. 10 Kilometer die Plätze 18 und 24. Mit ihren Kolleginnen Berit Aunli, Berit Johannessen und Grete Kummen belegte sie im Staffelrennen über vier Mal 5 Kilometer Rang 5. In den folgenden Jahren wurde Myrmæl weitere Male nationale Meisterin: 1977 über 20 Kilometer, 1979 über 10 und 20 Kilometer. Bei ihren zweiten Olympischen Winterspielen 1980 in Lake Placid gewann sie in der Staffel die Bronzemedaille, zusammen mit ihren Teamkameradinnen Aunli, Anette Bøe und Brit Pettersen. In den Einzelrennen über 5 und 10 Kilometer landete sie auf den Plätzen 18 und 20. Zwei Jahre später trat Myrmæl bei der Ski-WM am Holmenkollen in Oslo an und belegte über 20 Kilometer den 6. Platz. Im selben Jahr wurde sie Zweite beim Weltcuprennen in Falun über die gleiche Distanz. Mit Rang 7 über 10 Kilometer erreichte Myrmæl bei den Olympischen Winterspielen 1984 in Sarajevo ihr bestes olympisches Einzelresultat. Im Wettbewerb über 20 Kilometer belegte sie außerdem den 14. Platz.
Myrmæl war auch im Crosslauf aktiv. In dieser Sportart wurde sie 1978 norwegische Meisterin über 10 Kilometer.
Nach dem Ende ihrer aktiven Karriere arbeitete Myrmæl unter anderem für das Olympische Komitee Norwegens und war an der Organisation der Nordischen Skiweltmeisterschaft 1997 in Trondheim beteiligt.